# Ubeeqo
Europcar On Demand, anciennement Ubeeqo, est une entreprise technologique française qui développe des services d'autopartage à destination du grand public et des entreprises. La société fait partie du Groupe Europcar depuis janvier 2015.

## Historique
Ubeeqo est créée en 2008 par Benoît Chatelier et Alexandre Crosby, sous le nom de Carbox. La société propose aux entreprises de remplacer leurs véhicules de service par un système d'autopartage en déployant des véhicules partagés au sein des sièges sociaux et des sites industriels.
Ubeeqo rejoint le Groupe Europcar en janvier 2015. En décembre 2015, Ubeeqo lance son propre service d'autopartage grand public. Des voitures partagées sont déployées à Paris et à Londres, puis à Bruxelles, Berlin et Hambourg.
En juin 2016, Ubeeqo acquiert Bluemove, leader espagnol de l'autopartage puis quelques mois plus tard Guidami, le spécialiste italien de l'autopartage.
En avril 2019, Ubeeqo met fin à ses services à Bruxelles.
En mai 2019, plusieurs mois après la fermeture d'Autolib', Ubeeqo devient leader de l'autopartage à Paris, remportant 851 places de stationnements sur les 1213 mises en appel d'offres par la mairie de Paris.
En juillet 2022, Ubeeqo est sanctionné par le Cnil d'une amende de 175 000 euros, pour atteinte disproportionnée à la vie privée des utilisateurs en géolocalisant les clients de manière quasi-permanente,.
Le 18 juin 2024, Ubeeqo devient Europcar On Demand.

## Services aux entreprises
En plus de son activité historique de gestion de flotte auprès des grandes entreprises, Ubeeqo propose une gamme de solutions alternatives aux véhicules de société. Parmi celles-ci, la mise à disposition de voitures partagées ou la mise en place d'un crédit mobilité individuel, en complément ou en remplacement de la voiture de fonction.

## Vente de prestations de transport
L'application Ubeeqo, accessible sur le site web de l'entreprise ou sur appareil mobile, est un portail de réservation permettant de commander et de payer différentes prestations de transports.

### Taxi et VTC
Les services de taxi et de voiture avec chauffeur disponibles sur l'application varient selon le pays :
G7 Booking et Allocab en France, Lee et Europcar Chauffeur Services au Royaume-Uni, CarASAP en Belgique.

#### Autopartage
Un service de voitures partagées, Ubeeqo Street, développé par Ubeeqo, est disponible sur l'application. Comme ses concurrents Zipcar ou Communauto, Ubeeqo propose de la location en boucle fermée, c'est-à-dire que la restitution du véhicule s'effectue sur l'emplacement de départ. Les véhicules sont stationnés dans les parkings (gares, aéroports) et en voirie, grâce à la création par les mairies d'emplacements réservés aux voitures partagées. L'utilisateur déverrouille et restitue ensuite le véhicule de façon autonome.

#### Location de véhicules en agence
L'application Ubeeqo permet également de louer des voitures et des véhicules utilitaires légers auprès des agences Europcar et de sa filiale InterRent.